# AN/SPY-1
AN/SPY-1 — американская многофункциональная трёхкоординатная РЛС с фазированной антенной решёткой (ФАР). Является основой боевой информационно-управляющей системы «Иджис». Выполняет поиск по азимуту и углу места, захват, классификацию и сопровождение целей, командное управление зенитными ракетами на стартовом и маршевом участках траектории. Централизация всех этих функций в одной системе позволило сократить число радаров, уменьшить взаимные помехи, увеличить количество сопровождаемых и обстреливаемых целей (250 и 20 соответственно). Устанавливается на американские корабли типа «Тикондерога» и «Арли Бёрк», а также корабли других стран.

## История создания
Разработка SPY-1 была начата в 1965 году на основе радара с ФАР AN/SPG-59 для нереализованного проекта атомного фрегата DLGN с БИУС «Тифон». Научно-исследовательские и опытно-конструкторские работы осуществлялись Лабораторией прикладной физики Университета Джонса Хопкинса. Первый экспериментальный наземный экземпляр с одной решёткой был испытан в 1973 году в лаборатории компании RCA (Radio Corporation of America) в Черри-Хилл (Нью-Джерси). Годом позже аналогичный радар с одной решёткой был установлен на опытном корабле AVM-1 «Нортон Саунд». Первый серийный образец установлен в 1983 году на крейсере «Тикондерога».

## Конструкция
Радар включает в себя антенну, передатчик, сигнальный процессор, систему управления и вспомогательное оборудование. Антенна состоит из четырёх неподвижных пассивных решёток, ориентированных по азимуту с интервалом 90º, каждая из которых покрывает один сегмент (90º по азимуту, 90º по углу места) окружающей корабль пространственной полусферы. Каждая решётка имеет вид восьмиугольника размером 3,6 х 3,6 м, состоящего из 4350 отдельных излучающих элементов. Крейсера типа «Тикондерога» имеют по две решётки в носовой (передняя и правая) и кормовой (задняя и левая) частях надстройки. На эсминцах типа «Арли Бёрк» все четыре решётки расположены в одной надстройке и направлены под углом ±45º к диаметральной плоскости корабля. Радар имеет широкий частотный диапазон, внутри которого частота импульса меняется случайным образом, что затрудняет работу средств электронного противодействия противника и противорадиолокационных ракет.

### Принцип работы
Фазированная решётка — это устройство, которое путём создания определённой картины электромагнитного поля в окружающем пространстве позволяет формировать узконаправленные лучи произвольного направления без механического поворота и ориентации самой антенны. Отсутствие движущихся механических частей и электронная перестройка позволяют с интервалом порядка миллисекунд произвольным образом менять направление луча.
Рабочий цикл радара SPY-1 включает в себя три подцикла, которые могут в зависимости от ситуации произвольным образом перемежаться во времени. Примерно половину времени занимает поиск (сканирование), когда радар последовательно формирует узконаправленные лучи, равномерно заполняющие соответствующий квадрант пространства. При этом обнаруживаются все цели, находящиеся в радиусе 320 км от корабля. Для каждой выявленной цели в течение нескольких секунд после обнаружения формируются несколько дополнительных лучей, которые определяют скорость (доплеровским методом) и направление движения цели.
Для некоторых целей по указанию оператора или в автоматическом режиме может устанавливаться режим сопровождения, при котором цели облучаются радаром с интервалом в несколько секунд. Формирование лучей для сканирования сопровождаемых целей составляет второй подцикл работы радара. Таким образом, радар обеспечивает режим сопровождения в процессе обзора (TWS).
Третий подцикл — управление летящими зенитными ракетами (если таковые имеются). Для каждой запущенной зенитной ракеты радар с интервалом в несколько секунд определяет параметры траектории и при необходимости перепрограммирует автопилот, направляя ракету к цели по наиболее оптимальной траектории. Радиокомандное управление ракетой происходит только на стартовом и маршевом участках траектории. На конечном участке (за несколько секунд до встречи с целью) ракета переводится в режим полуактивного самонаведения с помощью специальных радаров подсветки.
Моменты пуска ракет вычисляются системой управления таким образом, чтобы количество ракет, находящихся в данный момент на конечном участке траектории, не превышало количества имеющихся на корабле радаров подсветки цели (4 на крейсерах типа «Тикондерога», 3 на эсминцах типа «Арли Бёрк»). Использование описанного алгоритма позволяет одновременно обстреливать несколько десятков целей (до 20 целей для крейсера типа «Тикондерога»).
На кораблях, не имеющих системы «Иджис», управление ракетой с момента пуска осуществлялось специально выделенным радаром наведения, таким образом количество одновременно обстреливаемых целей не превышало количество радаров наведения.

## Модификации

### SPY-1A
SPY-1А — базовая модификация. Антенна собрана из 140 модулей, каждый из которых содержит до 32 излучающих элементов и фазовращателей, всего 4096 излучателей, 4352 фазовращателя и 128 дополнительных элементов в каждой антенне. Модули группируются в передающие и приёмные подмассивы, которые в свою очередь группируются в 32 передающих и 68 приёмных массива. По другим данным, антенна состоит из 68 модулей по 64 элемента в каждом, что в сумме даёт 4352 элемента. Передающие массивы управляются 8 усилителями. В их состав входят 32 амплитрона с импульсной мощностью 132 кВт каждый.
Управление осуществляется вычислительной системой, ядро которой состоит из 16 компьютеров AN/UYK-7, сервера AN/UYK-19 и 11 мини-компьютеров AN/UYK-20; информация выводится на 4 основных цветных дисплея AN/UYA-4 и 4 вспомогательных PT-525, позволяющих отслеживать до 128 целей (или больше в боевом режиме).
Модификация SPY-1A установлена на первых 7 крейсерах типа «Тикондерога», пять из которых уже выведены из состава флота.

### SPY-1B
SPY-1B впервые установлена на крейсере CG-59 «Принстон». Обеспечивает при той же импульсной мощности более длинные импульсы и большие углы возвышения луча для обнаружения пикирующих целей. Имеет облегчённые антенны (3,6 против 5,4 т на одну решётку) и на 15 dB меньшую амплитуду боковых лепестков. Каждая антенна имеет 4 350 излучающих элементов. Более компактная кабельная система позволила уменьшить размеры модуля до 2 элементов (всего 2175 модулей по 2 элемента в каждом). Использование 7-битного кодирования фазовращателя вместо 4-битного увеличило точность перемещения луча. Благодаря применению СБИС количество аппаратных комнат уменьшилось с 11 до 5, вес аппаратуры — с 6,7 до 4,9 т, количество типовых элементов замены — с 3 600 до 1 600. Существенно улучшены характеристики сигнального процессора. Теперь он собран на 11 16-битных микропроцессорах. Постоянная проблема, возникающая перед конструкторами радара — большое количество ложных срабатываний от помех и захват небоевых целей (особенно при работе в прибрежных водах). В версии 1B введена ручная регулировка усиления приёмника, что позволяет оператору при необходимости либо уменьшить чувствительность для снижения количества ложных целей, либо увеличить, чтобы иметь возможность обнаруживать малоразмерные цели. Настройка проводится индивидуально по секторам, позволяя менять условия наблюдения на угрожаемых и неугрожаемых направлениях.

### SPY-1D
SPY-1D — модификация для установки на эсминцах. Все 4 антенны расположены в одной надстройке (на крейсерах типа «Тикондерога» антенны разнесены попарно на две надстройки). Управление радаром осуществляется с помощью компьютера UYK-43 с индикатором UYQ-21. В модификации 1D канал связи с ракетой обеспечивается главной антенной (в 1А для этого предназначалась отдельный передатчик и специальная антенна).

### SPY-1D(V)
SPY-1D(V) — модификация, оптимизированная для выделения низколетящих целей в условиях помех, вызванных близостью берега или действием систем электронного противодействия противника. Эта модификация разрабатывалась с 1992 года в рамках программы «Ответ на новые угрозы» (англ. New Threat Response, NTR), которая предполагала разработку средств для борьбы со скоростными низколетящими малоразмерными целями, такими как крылатые ракеты. В процессе разработки был учтён опыт ведения боевых действий в Персидском заливе в 1991 году. Главные усилия были приложены к усовершенствованию сигнального процессора. Были внесены изменения в конструкцию передатчика, а также в программу, управляющую работой радара. Увеличено количество лучей, работающих в системе выделения движущихся целей. Используется адаптивный режим формирования луча с учётом уровня шумов в соответствующем направлении. Эта модификация имеет возможность захватывать и сопровождать баллистические ракеты. Устанавливается вместо 1D на эсминцах типа «Арли Бёрк» начиная с DDG-91.

### SPY-1E
SPY-1E — радар следующего поколения с активной фазированной решёткой (компания «Локхид Мартин» использовала также обозначение SPY-2, в настоящее время известен под названием VSR). Поддерживают открытую переконфигурируемую архитектуру, благодаря которой легко используются новые технологии обработки сигналов. Разработка началась в 1999 году. Планировался к установке на эсминцах типа «Замволт» (установка отменена) и авианосцах типа «Джеральд Р. Форд».

### SPY-1F
SPY-1F — модификация для небольших кораблей класса фрегат. Облегчённая версия 1D, использующая антенну размером 2×4 м с 1 836 элементами и двухканальную (вместо четырёхканальной) обработку сигналов. Дальность обнаружения высотных целей составляет 175 км, низколетящих — 45 км. Первый образец был тестирован в 2003 году. Существует модификация SPY-1F(V) ориентированная на работу в прибрежных районах с высоким уровнем помех и обнаружение низколетящих крылатых ракет.

### SPY-1K
SPY-1K — модификация для кораблей класса корвет. Импульсная мощностью передатчика 600 кВт, антенна размером 1,5 м с 912 элементами. Используется в проекте 2 600-тонного фрегата, разработанного консорциумом англ. AFCON (Advanced Frigate Consortium). На основе этого проекта был создан норвежский фрегат «Фритьоф Нансен», а в 2003 году он был одним из двух участников конкурса на создание нового боевого корабля для ВМС Израиля.

## Установки на кораблях
- Крейсера типа «Тикондерога» (США, 1A на CG-47—58, 1B на CG-59—73).
- Эсминцы типа «Арли Бёрк» (США, 1D).
- Эсминцы типа «Конго» (Япония, модификация 1D).
- Эсминцы типа «Атаго» (Япония, модификация 1D).
- Эсминцы типа KDX-III (Корея, модификация 1D).
- Фрегаты типа «Фритьоф Нансен» (Норвегия, 1F).
- Фрегаты типа «Альваро де Базан» (Испания, 1D).

В перспективе радар предполагается установить на эсминцах типа «Хобарт» (Австралия).
Интерес к приобретению радара для своих будущих кораблей проявлял также Тайвань, однако в 2000 году ему было отказано во избежание осложнений в китайско-американских отношениях.